# Helge Gyllenberg

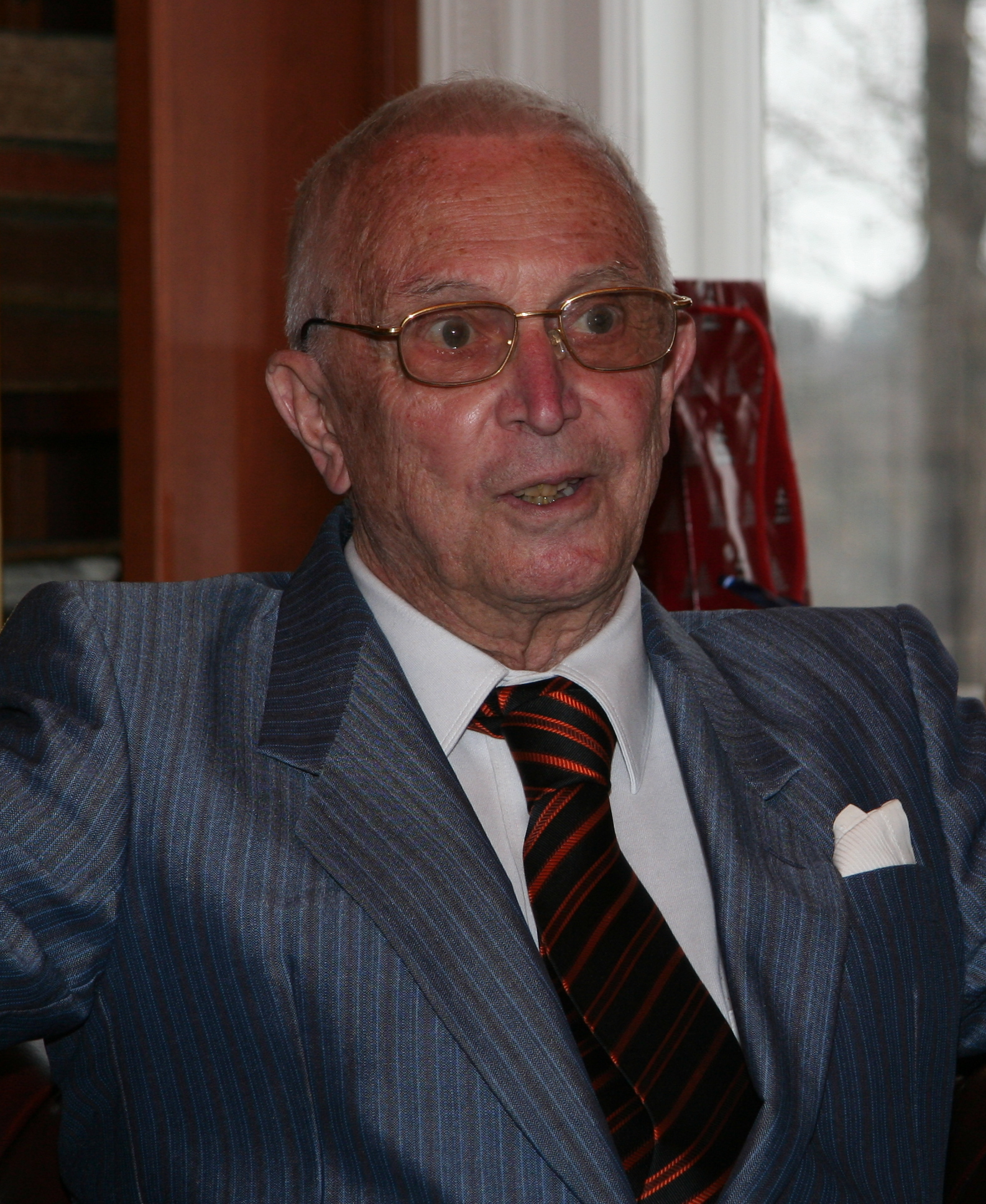
Helge Gyllenberg år 2014.

Helge Heimo Gideon Gyllenberg, född 4 juli 1924 i Brändö, död 25 december 2016 i Helsingfors, var en finländsk mikrobiolog. Han var son till teologiprofessorn Rafael Gyllenberg, gift med Ulla Gyllenberg och far till matematikprofessorn Mats Gyllenberg.
Gyllenberg disputerade på en avhandling om de termofila bakterierna av släktet Bacillus och blev agronomie och forstdoktor 1951. Han var 1954–1962 docent i mikrobiologi vid Helsingfors universitet, 1962–1969 biträdande professor och 1972–1988 professor i detta ämne.
Gyllenberg var engagerad i vetenskapspolitiken bland annat som ordförande för Vetenskapliga centralkommissionen vid Finlands Akademi 1974–1979 och anlitades av internationella organisationer för olika expertuppdrag. Han var även aktiv inom fredsrörelsen.

## Utmärkelser
- Riddartecknet av I klass av Finlands Vita Ros’ orden,  1971[2]
- Kommendörstecknet av Finlands Vita Ros’ orden,  1978[2]
- Minnesmedalj för deltagande i 1941-1945 års krig[2]

[Redigera Wikidata]

### Uppslagsverk
- Gyllenberg, Helge i Uppslagsverket Finland (webbupplaga, 2012). CC-BY-SA 4.0